# Plastic

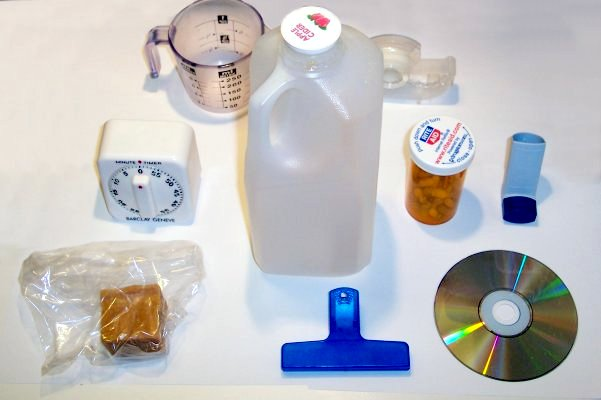
Câteva exemple de produse realizate din materiale plastice.

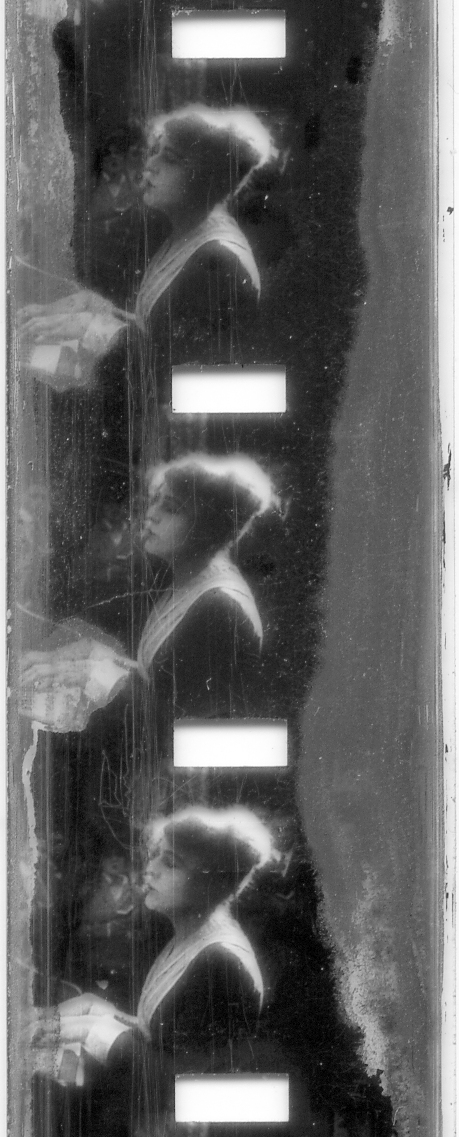
Celuloid - Primul termoplast

Termenul de plastic face referire la acele materiale (de obicei denumite materiale plastice sau mase plastice), produse sintetice de natură organică, anorganică sau mixtă, care se pot prelucra ușor în diferite forme, la cald sau la rece, cu sau fără presiune.
Plasticele sunt adesea materiale polimerice de natură organică, cu masă moleculară mare, care conțin de obicei alți aditivi. Majoritatea materialelor plastice sunt sintetice, derivate din produse petrochimice, însă există și alte tipuri de plastice realizate din materiale regenerabile.
Primul plastic de sinteză realizat a fost bachelita, inventat în New York în anul 1907 de către Leo Baekeland care de asemenea a și inventat termenul de plastice. Mulți chimiști au contribuit la dezvoltarea științei materialelor plastice, iar printre aceștia se numără și Hermann Staudinger, denumit „părintele chimiei polimerilor” și Herman Mark, denumit „părintele fizicii polimerilor”.

## Istoric
În 1908, chimistul Jacques Brandenberger descoperă celofanul, a cărui denumire o patentează în 1912. În 1909, belgianul Leo Baekeland inventează prima materie plastică sintetică, care avea să îi poarte numele, rășina fenolformaldehidică bachelită. Primele materiale plastice au fost produse din transformarea materialelor naturale. În anul 1859 au apărut fibrele vulcanizate, în 1869 a apărut celuloidul și în 1897 galitul.
Fritz Klatte brevetează, în 1913, polimerizarea unui gaz, clorura de vinil, și obține policlorura de vinil (PVC). Datorită proprietăților sale (rezistență chimică, greutate mică și preț redus), PVC-ul a avut un puternic impact în domeniul tehnologiei conductelor și instalațiilor.

## Structură

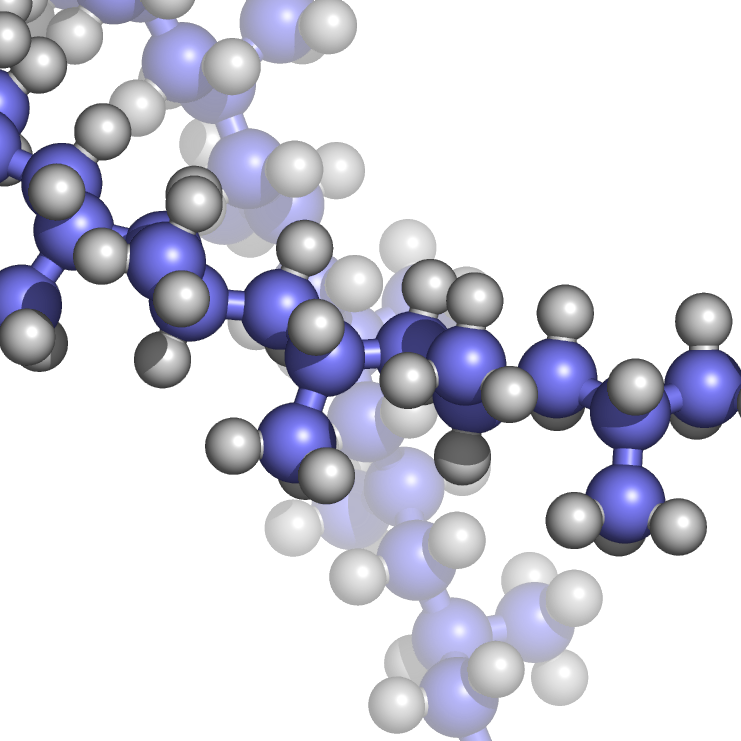
Structura polipropilenei: cu albastru sunt reprezentați atomii de carbon, iar cu gri cei de hidrogen.

Majoritatea plasticelor sunt polimeri organici, deci sunt alcătuite din unități repetitive numite monomeri (numărul acestora poate ajunge la câteva mii de unități pentru fiecare moleculă). În funcție de natura grupelor care s-au legat de catena principală a moleculei polimerice, compusul respectiv prezintă diverse proprietăți. Altfel spus, structura catenelor laterale influențează proprietățile plasticului.

## Proprietăți și clasificare
Plasticele sunt clasificate pe baza structurii chimice a catenei principale a polimerului și a catenelor laterale. Câteva categorii de materiale plastice sunt: acrilice, poliesterice, poliuretanice și halogenate.
De asemenea, un alt criteriu de clasificare este procesul chimic folosit în sinteza plasticelor: reacțiile de condensare, poliadiție sau reticulare.
Plasticele prezintă următoarele proprietăți fizice: duritatea, densitatea, rezistența la rupere, rezistența la căldură. Din punctul de vedere al proprietăților chimice se poate menționa rezistența sau reacția cu diferiți produși chimici, precum solvenții organici sau agenții oxidanți, sau comportamentul în prezența radiațiilor ionizante. Majoritatea materialelor plastice se topesc încălzite la  temperatură de câteva sute grade Celsius.

### Clasificare
Materialele plastice utilizate în tehnică se împart în două grupe:
- Termoplaste, care prin încălziri repetate trec în stare plastică (polistiren, polimetacrilat,

celuloid, poliamidă, policlorura de vinil). Piesele din aceste materiale se obțin prin presare și turnare, având o mare productivitate.
- Termoreactive, care prin încălziri repetate nu mai trec în stare plastică (polistireni nesaturați, rășini fenolfolmaldehidice, etc.). piesele în acest caz se prelucrează prin presare.

### Materialele termoplastice și termorigide
Exista numeroase procedee de fabricare a materialelor plastice.
În general, produsul de la care se pornește in fabricarea materialelor plastice este naftul, un produs obținut in rafinăriile de petrol. Naftul este un amestec de diferite molecule de hidrocarburi. Acest amestec este adus la temperaturi înalte in prezenta vaporilor de apă, ceea ce provoacă ruperea moleculelor de hidrocarbură și obținerea de molecule mai mici, molecule de etilenă. Etilena este molecula pe care se bazează întreaga industrie a maselor plastice. Există două mari familii de materiale plastice: materiale termoplastice și cele termorigide. Prima categorie cuprinde plastice care se topesc daca sunt încălzite, unele chiar de la 70°C, altele înspre 120°C. Atunci când sunt fierbinți și lichide, aceste materiale pot fi turnate in forme sau extrudate, adică trase în fire sau foi. Răcindu-se, materialele termoplastice se solidifică și își păstrează noua formă. Aceste materiale plastice sunt folosite in special pentru fabricarea obiectelor in serie, cum ar fi sticle, găleți,etc.
În schimb cele termorigide se întăresc la căldură. Astfel, ele sunt mulate la rece pe formele dorite apoi sunt încălzite pentru a se întări. Sau pot fi lăsate să se întărească după ce li se adaugă un produs special. Plasticele termorigide se folosesc la fabricarea obiectelor prelucrate manual sau a celor care necesită o fabricație îngrijită. Așa se fabrică ambarcațiunile, piesele de
caroserie, barele de protecție etc. În industrie se utilizează două procedee de tragere în formă a obiectelor din plastic.
Suflarea este folosită pentru fabricarea obiectelor care au interiorul gol, cum sunt mingile, flacoanele, sticlele, popicele. Materia plastică încălzită coboară în formă, în care se injectează apoi aer. Aceasta are ca efect întinderea materialului cald pe pereții interiori ai formei.
Metoda cea mai utilizată este însă injectarea. Este folosită mai ales pentru fabricarea obiectelor cum sunt pieptenii, periuțele de dinți, ustensilele de bucătărie. Materia plastică intră sub forma de granule într-o mașină de injectare. Prin încălzire, ea este transformată într-o pastă mai mult sau mai puțin groasă, care este apoi injectata în formă și răcită printr-un circuit de apă.
Masele plastice sunt folosite, cu mici excepții, în toate domeniile de activitate. Această performanță de pătrundere în mai toate sectoarele de activitate se datorează proprietăților lor de neegalat vis-a-vis de celelalte materiale: sunt anticorosive, electroizolante, au greutăți specifice mici, au proprietăți mecanice bune, cost scăzut, aspect exterior plăcut, se pot prelucra atât pe cale mecanică tradițională cât și prin procedee specifice cum ar fi injecția lor, se pot acoperi cu vopsea sau prin galvanizări, permițând în felul acesta să capete aspectul dorit de către proiectant.
Există însă și unele proprietăți care fac dezavantajoasă utilizarea maselor plastice, cum ar fi micșorarea rezistenței mecanice cu creșterea temperaturii, coeficientul de dilatare mare, coeficientul de transmiterea căldurii mic, etc.

## Avantaje

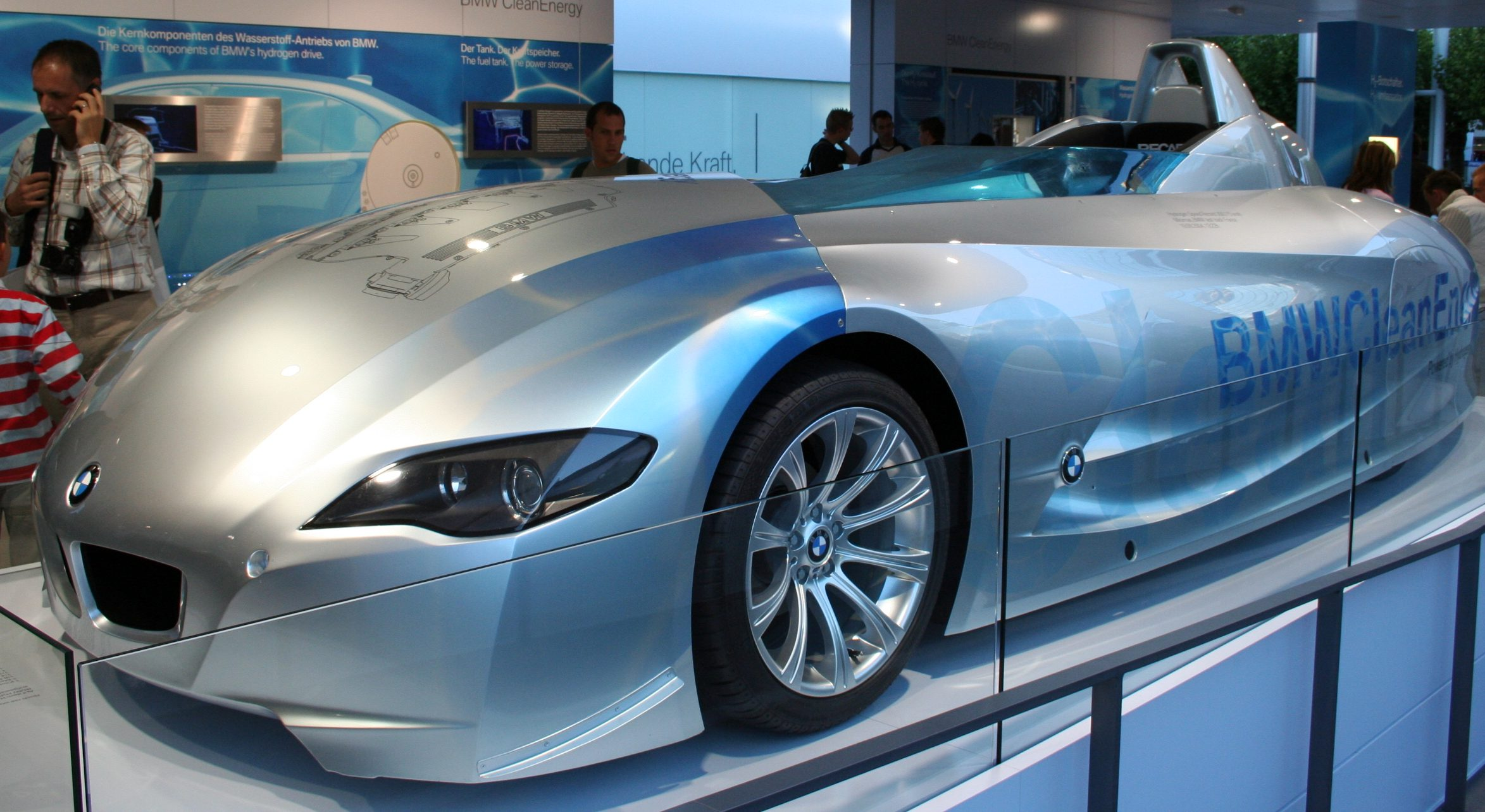
BMW H2R cu caroserie din fibră de carbon întărită

Aceste piese executate din mase plastice prezintă următoarele avantaje:
- Nu necesită prelucrări ulterioare și pot avea o formă suficient de complicată.
- Permit executarea de găuri și adâncituri în orice secțiune, precum și presarea de filete.
- Pot fi metalizate (numai ABS-ul natur), metalizarea fiind o acoperire galvanică și poate fi efectuată în diferite variante de culori, în variantă mată sau lucioasă.
- Aspectul piesei este plăcut, designerul reușind să-și impună cu ușurință punctul de vedere, întrucât se poate realiza orice cerință estetică: joc de umbră și lumină prin alternări de suprafețe mate și suprafețe lucioase, suprafețe în relief sau în adâncime, suprafețe striate sau cu rizuri, etc.
- Piesele rezultate se pot obține într-o mare varietate de culori, ce pot fi: obișnuite și metalizate. Aceste culori fie că se realizează conform mostrarului de culori transmis de către fabricantul de masă plastică, fie că este creat un mostrar nou de către designer împreună cu tehnologul de masă plastică.
- Piesele din mase plastice se pot vopsi (de regulă se preferă ca vopsirea să aibă loc în aceeași culoare ca masa plastică, astfel încât dacă piesa este zgâriată, sau prin frecare se îndepărtează stratul de vopsea, să nu fie vizibil acest defect de discontinuitate a stratului de vopsea).
- Se pot efectua injecții de două sau trei mase plastice de diferite culori, în vederea obținerii de diverse efecte estetice sau având ca scop obținerea de piese cu rezistență la uzură mai mare (vezi cazul tastaturii de calculator), sau cu alte scopuri.
- Un mare avantaj al maselor plastice constă în faptul că acestea pot fi înfoliate. Această operație constă în acoperirea la cald, prin presare, a suprafețelor în relief (în jurul acestor suprafețe nu trebuie să existe alte porțiuni de suprafețe care să fie la aceeași cotă sau la o cotă peste nivelul celei ce urmează a fi înfoliate, deoarece fie se obține înfolierea unor zone ce nu au fost indicate de către designer, fie se deformează zonele ce depășesc cota respectivă, fie înfolierea nu va fi de calitate). Aceste folii pot fi mate sau lucioase, pot fi albe, negre, imitație furnir, argintii, aurii, sau în diferite alte culori.
- Inscripționarea pieselor din mase plastice se poate efectua fie direct din sculă, fie aplicându-se ornamente din metal (aluminiu, oțel laminat, etc.) sau din masă plastică. Inscripționarea din sculă se realizează fie prin efecte speciale (joc de umbră și lumină care se realizează prin porțiuni alternante de suprafețe mate și lucioase, sau prin alternări de suprafețe striate cu porțiuni mate, sau cașerate, etc.) Un alt procedeu de inscripționare este cel rezultat din sculă (deci direct din injecție), aceasta nemaifiind la același nivel, ci în relief sau în adâncime. Inscripționarea este rodul activității creatoare a designerului, el fiind cel care va hotărî caracterul, modul de inscripționare sau dacă aceasta urmează a fi înnobilată prin înfoliere sau nu.
- Un alt procedeu de inscripționare a maselor plastice este acela prin serigrafie, după desenul ciocan executat de către designer, cu ajutorul sitelor serigrafice și în varianta de culori serigrafice indicată de designer.
- Piesele din mase plastice se pot asambla mecanic cu ajutorul șuruburilor și piulițelor, cu ajutorul șuruburilor autofiletante ( se pot executa în masa plastică bosaje, ce sunt niște găuri normalizate în funcție de dimensiunea șurubului ), cu clicuri elastice, popici elastici, prin presare, prin bercluire, profile conjugate, prin lipire cu ajutorul adezivilor, etc.
- Se pot utiliza și în cazul creării de produse din materiale mixte, permițând asamblarea cu: lemnul, sticla, cauciucul, metalul, etc.
- Se pot utiliza în situații în care se dorește reducerea frecării, ele comportându-se bine chiar și în absența lubrifiantului. Astfel există situații în care se execută piese ce urmează a efectua mișcări de rotații sau de translații ( roți dințate, lagăre, etc.), fie ca elemente cinematice de interior fie ca elemente de antrenare, de comandă (manete, butoane, volane, pedale).
- Acolo unde din motive de rezistență sau în vederea realizării unor contacte electrice se impune utilizarea de piese metalice, se pot executa piese mixte, prin injecție de masă plastică pe reperul din metal.

## Recomandări la proiectare și prelucrare
Din prezentarea avantajelor făcută se observă că aceste materiale permit desfășurarea imaginației creative a designerului fără prea mari restricții. Totuși aceste materiale presupun o cunoaștere și o stăpânire a posibilităților lor tehnologice. Se impune ca o necesitate, marcarea de către proiectant a suprafețelor cu rol estetic, sau care presupun finisaje suplimentare, sau care nu admit defecte de injecție sau alte tipuri de defecte ce pot afecta suprafața respectivă a produsului.
Din punct de vedere al formei există recomandări vizând prelucrarea maselor plastice de care proiectantul trebuie să țină cont:
- Piesa se va proiecta cu o grosime uniformă de perete, ceea ce contribuie atât la creșterea productivității cât și la eliminarea concentratorilor de material sau de temperatură, concentratori ce pot introduce defecte de execuție ale reperului respectiv. Grosimea minimă a pereților unui reper din masă plastică poate fi S=0,5÷2 mm.
- Piesele se pot proiecta fie cu muchii vii, fie cu raze de racordare, ultima fiind de preferat din punct de vedere al execuției sculei. Ținând cont că sculele pentru reperele prevăzute cu raze de racordare se execută mai ușor, se va ține cont la proiectarea reperelor de o rază minimă de racordare necesară ρ=(0,3 ÷0,4)S (S=grosimea peretelui piesei; ρ=raza de racordare). Sculele pentru realizarea pieselor care nu au prevăzute raze de racordare, se vor executa din bacuri.
- În vederea extracției piesei din sculă, aceasta va fi prevăzută cu o înclinație a pereților în funcție de grosimea acestora: pentru piesele cu o grosime mai mare de S≥10mm, înclinația va fi de la 2’ până la 20÷30; pentru piesele cu o grosime a pereților S <10mm , se pot admite și pereți fără înclinări (unghiuri de extracție).
- Pentru evitarea defectelor ce pot apărea datorită răcirii necorespunzătoare a pieselor, acestea, după scoaterea din sculă (dacă scula nu este termostatată, caz în care scula nu injectează decât dacă a atins prin încălzire temperatura de injecție prescrisă în regimul de injecție, și nu permite extracția piesei injectate decât când aceasta a atins temperatura la care nu există riscul deformării piesei), se răcesc fie pe un calapod, fie sunt prevăzute prin construcție cu nervuri de rigidizare.
- Se recomandă ca grosimea pereților interiori să fie egali cu S/2 (deci cu jumătate din grosimea peretelui de bază), pentru a nu introduce concentratori de tensiune și de temperatură. Este cazul nervurilor: de rigidizare, tehnologice,sau de construcție.
- Se preferă ca piesele prevăzute cu filet, să aibă pasul mai mare sau egal cu1mm. De asemenea, dacă piesa este prevăzută cu găuri, filetate sau nefiletate, acestea nu vor fi prevăzute la extremitățile piesei sau în vecinătatea pereților piesei, pentru a nu introduce eventualele situații favorabile aparițiilor defectelor de injecție.
- Se recomandă ca în vederea eliminării tensiunilor interne și evitării deformațiilor, piesa să fie supusă unui tratament de îmbătrânire la o temperatură de 80 ÷100 C, timp de câteva ore.

## Defecte posibile
În urma procesului de injecție pot apărea o serie de defecte care se datorează fie unor greșeli de proiectare, fie nerespectării parametrilor regimului de injecție (presiune, temperatură). Aceste defecte pot fi: supturi, retasuri, flori de gheață, injecții incomplete, deformări, etc. Defectele care
apar pot fi corectate fie printr-un regim de injecție corect stabilit și aplicat, fie cu ajutorul proiectantului, prin stabilirea unei forme care să prevină apariția defectelor. Dacă aceste defecte nu mai pot fi prevenite, se poate interveni asupra respectivelor repere cu ajutorul designerului. Astfel acesta poate interveni cu finisaje suplimentare în funcție de defect (aceste măsuri se pot lua încă din faza de proiectare, având o experiență a comportării materialului): ornamente, vopsiri, inscripționări, cașerări, etc. În funcție de forma și gabaritul reperului, designerul împreună cu tehnologul vor hotărî asupra caracteristicilor sculei de injecție: locul și modul de injecție (centrală sau punctiformă), poziția planului de separare, dacă sunt necesare bacuri și pozițiile acestora, etc.

## Domenii de utilizare
Masele plastice se pot utiliza cu succes: în industria grea, industria constructoare de mașini, aeronautică, industria alimentară (ambalaje, vafe, cutii, etc.),industria ușoară (bunuri de larg consum, jucării, etc.), industria farmaceutică (seringi de unică folosință, capsule și ambalaje, etc.) și multe altele.

## Reciclare
Descompunerea naturală a plasticului în mediul înconjurător necesită peste 500 de ani din cauza materialelor care îl alcătuiesc.
Cu fiecare tonă de plastic reciclat se economisesc între 700 și 800 kg de petrol brut.